# Le Mensonge dans la peau
Le Mensonge dans la peau (sous-titre : La Ruse de Bourne, titre original : The Bourne Deception) est un roman d'Eric Van Lustbader paru en 2009. Il s'agit du septième volet de Jason Bourne après La Mémoire dans la peau, La Mort dans la peau et La Vengeance dans la peau de Robert Ludlum, La Peur dans la peau, La Trahison dans la peau et Le Danger dans la peau d'Eric Van Lustbader.

## Résumé
Entre Jason Bourne et Leonid Arkadin (voir le dernier épisode "Le Danger dans la Peau" ), le combat se poursuit et devient plus féroce encore. Gravement blessé au cours d'une embuscade, Bourne fait croire à sa mort et disparaît sans laisser de traces. 
Lorsqu'il refait surface, c'est sous une autre identité, et bien décidé à découvrir qui veut sa mort. Dans le même temps, un avion de ligne américain s'écrase en Égypte, fauché en plein vol par un missile iranien, du moins en apparence.
L'enquête de Bourne se transforme en une course contre la montre, car un conflit mondial menace d'éclater.